# Herr der Fliegen
Herr der Fliegen (englischer Originaltitel: Lord of the Flies) ist ein 1954 erschienener Roman des englischen Schriftstellers William Golding.
Goldings erster Roman war sein erfolgreichster. In seiner nur von Jungen bevölkerten Robinsonade zeigt Golding die soziale Entwicklung einer Gruppe von Sechs- bis Zwölfjährigen, die schlagartig von jedem Einfluss durch Erwachsene abgeschnitten ist. Obwohl sie von Kultur und Zivilisation geprägt waren, verhalten sie sich mehr und mehr nach ihrem jeweiligen Charakter, und es entwickelt sich ein gewalttätiger Konflikt.

## Inhalt
Ein bei einer Evakuierungsaktion aufgrund eines Krieges eingesetztes Flugzeug stürzt mit einer Gruppe sechs- bis zwölfjähriger englischer Jungen an Bord ab. Die Kinder überleben und werden auf eine unbewohnte Südseeinsel verschlagen. Einige Kinder, der „Chor“, kommen aus einer Eliteschule und haben bereits einen festen Anführer, Jack. Die anderen kennen niemanden, schließen sich jedoch ebenfalls zu einer Gruppe zusammen und wählen den gutaussehenden, grundanständigen zwölfjährigen Ralph zum Anführer. Es herrscht von Anfang an eine Auseinandersetzung zwischen den beiden einander nicht wohlgesinnten Gruppen. Ralph, der bemüht ist, Ordnung in seine Gruppe zu bringen, wird dabei von Piggy, einem dicklichen, intelligenten Jungen, und dem sensiblen Simon, der für Visionen empfänglich ist, unterstützt. Eine als Schneckentrompete genutzte Meeresschnecke, die Piggy am Strand findet und mit der Ralph jeweils die Übrigen zu Gemeinschaftstreffen zusammenruft, wird zum Symbol für die Ordnung, die Ralph aufrechtzuerhalten versucht.
Während sich Ralph und Piggy bemühen, die ihnen anerzogene Zivilisation aufrechtzuerhalten und sich Wege auszudenken, die sie nach Europa zurückbringen sollen, ist Jack aggressiv und bevorzugt „Spaß und Action“ gegenüber notwendigen Aktivitäten. So möchte er lieber auf die Jagd nach wild lebenden Schweinen gehen, statt Hütten zu bauen oder das Feuer auf der Bergspitze in Gang zu halten, das als Signal für vorbeifahrende Schiffe dienen soll. Seine Aggressivität sorgt für erste Konflikte. Jack schikaniert Schwächere und hat sich dafür insbesondere Piggy ausgesucht. Immer mehr Kinder schließen sich Jack an und bezeichnen sich als „die Jäger“. Die Gruppe entfremdet sich zusehends, als unter den kleineren Kindern, Littluns (little ones) genannt, das Gerücht aufkommt, dass sich auf der Insel ein Monster befinde. Später wird die Leiche eines mit einem Fallschirm abgestürzten Soldaten, der sich in einem Baum verfangen hat, für das Monster gehalten. Der Wind lässt den Fallschirm wehen, sodass er den Kindern wie ein lebendes Monster vorkommt.
Im letzten Drittel der Handlung trennt sich Jack mit seinen „Jägern“ von Ralph, lässt sich auf einer „Felsenburg“ genannten Halbinsel auf der anderen Seite der Insel in einem neuen Lager nieder und kann schließlich die Mehrheit der Inselbewohner auf seine Seite ziehen. Nur noch Piggy, Simon, die Zwillinge Sam und Eric (auch Samneric genannt, da sie die für Zwillinge stereotypen Merkmale, wie etwa das synchrone Reden und Denken, zeigen) sowie einige Jüngere stehen an Ralphs Seite. Am Ende sind es nur noch Sam, Eric und Piggy, denn Simon wird nachts, in der Annahme, er sei das Monster, getötet. Er wollte aber nur das Geheimnis um das Monster aufdecken, da er kurz zuvor den Berg bestiegen und die Wahrheit entdeckt hatte. „Die Jäger“ verfallen immer mehr dem Blutdurst und werden zu Wilden mit eigenen Ritualen. Einer der Jäger, Roger, wird sogar zum leidenschaftlichen Folterer, zuerst von Schweinen, dann aber auch von Mitverschlagenen.
Bei dem Versuch von Verhandlungen zwischen beiden Gruppen werden die Zwillinge gefesselt und für Jacks Gruppe zwangsrekrutiert. Kurz darauf wird Piggy ermordet, indem Roger von einer Klippe einen Felsbrocken auf den darunterstehenden Piggy rollt. Dieser stürzt daraufhin über zwölf Meter in die Tiefe und schlägt auf den Felsen im Meer auf. Schließlich versuchen Jack und seine „Krieger“ Ralph ebenfalls zu töten. Auf der Jagd nach ihm stecken sie die gesamte Insel in Brand. Im letzten Moment wird Ralph von einem Marineoffizier, der mit seinem von einem Kriegsschiff abgesetzten Marinekutter gerade angelegt hat, gerettet.

## Interpretation
Die Hauptthematik der Geschichte ist die nach Goldings Überzeugung angeborene Gewaltbereitschaft des Menschen. Im Roman wird die Situation dadurch überspitzt, dass die Hauptdarsteller Kinder sind, die eigentlich Symbole für Unschuld und Reinheit darstellen. Je mehr die Kinder den Bezug zu Zivilisation und Gesetz verlieren, desto mehr schwindet ihre von Erwachsenen angenommene scheinbare Unschuld und Reinheit und desto mehr regiert das Recht des Stärkeren.
Die anfängliche Beschreibung der Insel und des Sonnenlichts auf dem Wasser legt ein Paradies nahe, in dem die unschuldigen Kinder, die gerade aus einer Kriegssituation evakuiert wurden, eine neue Chance bekommen. Doch das Verhalten der einzelnen Überlebenden als Individuum und ihr Gruppenverhalten verwandeln die Insel bald in das genaue Gegenteil: ein Inferno.
Zunächst hält die zurückliegende Sozialisation die Kinder von allzu ernster Handgreiflichkeit ab:

„Unsichtbar[,] aber gebieterisch war hier das Tabu von früher. Das hockende Kind umgab der Schutz der Eltern und der Schule und der Polizei und des Gesetzes.“

Diese anerzogene Friedfertigkeit und Hörigkeit treten jedoch zunehmend hinter ein rohes Faustrecht zurück. Zu beachten sind vor allem die Umstände, in denen die Gewalt in gewissen Situationen eskaliert: Die Figuren weisen generell keine offensichtlich gewalttätigen Züge auf (bis auf Jack, den Anführer der Jäger, und Roger). Zu Beginn der Geschichte überwiegt eine eher schulische Disziplin mit Selbstdisziplin und Gehorsam; man singt und arbeitet zielgerichtet zusammen. Im Verlauf der Geschichte entsteht in Konfliktmomenten eine gefährliche Gruppendynamik: Einzelne Stimmen werden zu einem Stimmengewirr; die Menge wird logischen Argumenten mehr und mehr unzugänglich. In einigen Situationen passiert dies besonders dramatisch: Die Jäger umtanzen nachts das Feuer und führen Scheinangriffe auf „das Monster“ aus, das sie auf der Insel als Bedrohung vermuten. Simon findet zwar heraus, dass dieses Monster nur ein toter Fallschirmspringer ist; als er den Jägern jedoch davon berichten will, halten diese ihn in ihrer Ekstase für „das Monster“, greifen ihn an und töten ihn. In einer anderen Situation will Piggy seine Brille von den Jägern zurückholen, nachdem sie ihm diese gewaltsam weggenommen haben. Der Streit eskaliert und ein Junge (Roger) tötet Piggy mit einem riesigen Felsbrocken, den er absichtlich auf ihn fallen lässt, als Piggy verzweifelt versucht, den Jungen noch einmal ihre schwierige Situation klarzumachen.
Die meisten Kinder haben keinen starken Charakter und werden Mitläufer der attraktiv erscheinenden Jägergruppe. Dieses in seiner Gesamtheit aggressive Bild erinnert an Vorstellungen von Frühformen der menschlichen Entwicklung (vor allem Thomas Hobbes’ Theorie eines Bellum omnium contra omnes) und an totalitäre und autoritäre Herrschaftssysteme in fortgeschrittener Zivilisation und der Moderne.
Die Gruppe der Überlebenden will sich nicht den langwierigen, mühseligen Aufgaben des Hüttenbaus und des Signalfeuers stellen; das Jagen scheint viel spannender und bringt direkte Resultate. Der Konflikt zwischen Ralph, dem Verfechter von Demokratie und Zivilisation, und dem resoluten Anführer Jack, symbolisch für menschliche Aggression in Perfektion, eskaliert in einer gnadenlosen Hetzjagd auf den letzten Nichtjäger Ralph, in deren Verlauf die Kinder die ganze Insel anzünden. Die Rettung von der Insel, die die Kinder im allerletzten Moment erfahren, geschieht durch einen Marineoffizier von einem Kriegsschiff. Damit sind die Jagd und das Töten aber nur kurzzeitig beendet, denn beides wird nur auf eine andere Ebene – den Krieg zwischen den Erwachsenen – gehoben.
Allerdings lässt sich diese Thematik nicht nur auf reale Herrschaftssysteme beziehen, sondern auch auf fundamentalere Ebenen. Golding betont zu stark metaphysische und psychologische Gesichtspunkte, als dass der Roman als rein politische Kritik angesehen werden kann. Außerdem gibt es auch einen Verweis auf den Kalten Krieg.

## Symbolik
Wie schon der Titel andeutet, finden sich verschiedene Symbole und Namenssymbolismen in Herr der Fliegen.
- Als Herr der Fliegen wird der Beelzebub, der Teufel, bezeichnet. Der alttestamentliche Herr der Fliegen, der Ba'al Zevuv (בעל זבוב), bezeichnet eine der Ba’al-Varianten, wie sie von den Phöniziern der Stadt Sidon oder laut 2. Buch der Könige 1,2 auch von den Philistern als Wetter- und Fruchtbarkeitsgott verehrt wurden.[4] Er steht in der alttestamentlichen Deutung, wie alle Ba'ale und Astarten, in negativer Konnotation für die „falsche Gottheit“ und die Verführbarkeit des Menschen. Bei Golding wird Ba’al Zevuv, der ein Kriegsgott war, zum Symbol für die kulturferne Gewaltbereitschaft des Menschen. Personifiziert durch einen aufgespießten Schweineschädel voller Fliegen enthüllt er seinen wahren Charakter: Das „Tier“ in allen, das darauf wartet, den Menschen zum Schlimmsten zu treiben. Der nach einer Theorie von Thomas Hobbes fern seiner Zivilisation wieder in den Bellum omnium contra omnes (Krieg aller gegen alle) verfallende Mensch soll als nicht sozialisiertes Gewaltwesen entlarvt werden – womit Goldings Roman seine Zivilisationskritik entfaltet.
- Der tote Fallschirmspringer: Ein Pilot – bei einem Luftkampf über der Insel getötet – wird am Fallschirm über die Insel getrieben und landet am Berghang. Die Aufwinde blähen den Fallschirm und schleifen den Körper bis zur Bergkuppe hinauf, wo er zwischen den Felsen hängenbleibt. Bei Windstille liegt der Körper nach vorne gebeugt, kommt Wind auf, richtet der Fallschirm den Toten auf. Ein Zeichen kam herab aus der Welt der Erwachsenen, … war kein Kind wach, um es zu lesen. Bei Tageslicht hätten die Kinder vielleicht erkennen können, worum es sich handelte: ein in einem sinnlosen Kampf getöteter Mensch, Abfall (im Sinne des Wortes) der Kriegsmaschinerie. Da dieses Erkennen nicht stattfindet, wird der Tote – das deutliche Zeichen – zu einem weiteren Furcht-Element (Beast from Air), das die Gewaltspirale, die sich die Kinder selber schaffen, weiter vorantreibt. Die Auswirkungen des Krieges bedingen Furcht und weitere Kämpfe.
- Marineoffiziere: Deus ex machina und Symbol für die Zivilisation und deren Protagonisten (hier: Autoritätspersonen in Uniform), aber in seiner Funktion als Soldat ist er genauso ein „Jäger“ wie die Kinder auf der Insel – nur auf einer anderen Ebene: in der Welt der Erwachsenen. Wenn am Ende des Romans Marineoffiziere auf der Insel auftauchen, wird – ohne deren Eingreifen, nur durch ihre Anwesenheit – zwar das mörderische Treiben unter Jack und seinen Jägern schlagartig beendet, da die Jungen durch das Auftreten dieser Autoritätspersonen aus der „Zivilisation“ blitzartig wieder in ihre gewohnte Rolle und die damit verbundenen internalisierten Verhaltensmuster zurückfinden, aber man ahnt bereits, dass dies keine Lösung zum Guten ist, denn auch in der Welt der Erwachsenen geht der Krieg weiter.

## Rezeption
Ähnlich wie Jerome D. Salingers Roman Der Fänger im Roggen wurde auch Goldings Roman in Großbritannien kontrovers diskutiert, in den USA hingegen zunächst allgemein sehr gut aufgenommen, was zur Folge hatte, dass es dort schnell zum Kultbuch avancierte. Allerdings blieben die religiösen, psychologischen und soziologischen Aspekte des Romans vorerst unbeachtet und er wurde ausschließlich bezüglich seines Charakters besprochen. Ab 1974 wurde in verschiedenen Schulen und Schulbezirken der USA und Kanadas der Zugang zu diesem Buch erschwert oder es wurde aus den betreffenden Bibliotheken entfernt (challenged book).
Darüber hinaus ist Goldings Werk jedoch auch eine Parabel über das Ende menschlicher Unschuld, deren mythisch-symbolische Bedeutung des Geschehens noch durch seine lyrisch bestimmte Sprachgebung vertieft wird. Golding gelingt es, trotz all seiner symbolischen Überhöhungen seine anthropologisch zentrale Fragestellung nie aus den Augen zu verlieren.

## Bezug zur Realität
Der Historiker Rutger Bregman erklärt in seinem Buch Im Grunde gut. Eine neue Geschichte der Menschheit. das pessimistische Menschenbild des Romans von W. Golding einerseits damit, dass „Golding den Zeitgeist der 1960er Jahre auf seiner Seite hatte, als eine neue Generation ihre Eltern zu den Gräueltaten des Zweiten Weltkriegs befragte“, andererseits mit Goldings Biografie, „was für ein unglücklicher Mensch er [Golding] gewesen war. Ein Alkoholiker, der zu Depressionen neigte, ein Mann, der als Lehrer einst seine Schüler in Banden aufteilte und sie ermutigte, sich gegenseitig anzugreifen“.
Als Bregman nach einer realen Situation suchte, in der Jugendliche auf einer Insel gestrandet und auf sich gestellt waren, stieß er über Umwege auf einen Artikel in der australischen Zeitung The Age. vom 6. Oktober 1966, S. 25 Demnach wollte im Juni 1965 eine Gruppe von sechs Internatsschülern (13 bis 15 Jahre alt) mit einem gestohlenen Boot von der Hauptstadt Tongas der Langeweile ihres Internats entfliehen und nach Fidschi oder Neuseeland segeln. Die Jungen gerieten aber in ein Unwetter und strandeten glücklicherweise auf der kleinen unbewohnten Insel 'Ata, die zur Inselgruppe Tonga im Pazifik gehört. Nach über 15 Monaten, am 11. September 1966, wurden sie von dem Australier Peter Warner, dem Kapitän einer kleinen Fischfangflotte, der auf der Suche nach neuen Fischgründen war, entdeckt und gerettet. Jahrzehnte nach dem Ereignis reiste Bregman nach Australien und verifizierte die Geschichte, indem er mit Kapitän Warner und den noch lebenden Geretteten sprach. Die Jugendlichen hatten sich während ihrer Zeit auf 'Ata völlig anders als in Goldings Roman verhalten. Sie waren bei guter Gesundheit, hatten sich um einen der Jungen gekümmert, der sich bei einem Sturz das Bein gebrochen hatte, regelten Streitereien weitgehend konstruktiv und ließen, auch im übertragenen Sinne, ihr Feuer auf der Insel nicht ausgehen.

## Verfilmungen und Beeinflussungen
Der Roman wurde 1963 zum ersten Mal in Schwarz-Weiß verfilmt. Eine Neuverfilmung wurde 1990 unter der Regie von Harry Hook in Hawaii und Kalifornien sowie Port Antonio auf Jamaika gedreht, wobei dieser amerikanische Farbfilm zwar vieles von der Symbolik des Romans auslässt, aber doch den Konflikt Zivilisation gegen ungezügelte Aggression dramatisch herausarbeitet.
In inhaltlicher Anlehnung an Herr der Fliegen wurde am 15. Februar 1998 die Simpsons-Folge „Das Bus“ (dt. „Der blöde UNO-Club“) ausgestrahlt. Hier stranden einige Kinder der Grundschule Springfield, die sich auf dem Weg zu einem Modell-Uno-Treffen befanden, auf einer einsamen Insel und bilden analog zu Herr der Fliegen erste Strukturen gesellschaftlichen Zusammenlebens heraus, ehe sich chaotische Tendenzen entwickeln.
In Neuseeland entstand 1999–2003 die von Herr der Fliegen inspirierte Fernsehserie The Tribe – Eine Welt ohne Erwachsene, in der ein Virus alle Erwachsenen tötet und die zurückbleibenden Kinder sich zu Stämmen (engl. tribes) zusammenschließen.
Der Herr der Fliegen beeinflusste auch die US-Mystery-Fernsehserie Lost, die von den (erwachsenen) Überlebenden eines Flugzeugabsturzes erzählt. Einige der Grundideen des Romans kommen auch in der Fernsehserie vor, darunter die Bildung von zwei Gruppen unter zwei Anführern, von denen der eine mehr der Demokratie, der andere mehr der Diktatur zugeneigt ist. Das Motiv des „Fallschirmspringers im Baum“ wird in Lost bildlich zitiert. Eine weitere Parallele zu Herr der Fliegen ist das Inselmonster: Von den Kindern nur erfunden, existiert es in Lost tatsächlich und tötet einige Protagonisten; die ganze Insel wird gar mehr und mehr zum mitwirkenden Charakter.
Auch in The 100 und in The Society wird das Verhalten von einer kleinen Gruppe auf sich allein gestellter Jugendlicher thematisiert.
Mehrere Autoren weisen außerdem auf starke Parallelen zwischen dem ersten Teil der Maze Runner-Serie, Die Auserwählten – Im Labyrinth und Herr der Fliegen hin.
1995 wurde ein Lied mit dem Namen Lord of the Flies von der englischen Heavy-Metal-Band Iron Maiden auf dem Album The X Factor veröffentlicht. 2008 wurde ein weiteres Lied namens Lord of the Flies von der deutschen Power-Metal-Band Rage veröffentlicht. 2010 wurde ein Lied mit dem Namen Caesar von der britischen Band I Blame Coco mit der schwedischen Sängerin Robyn veröffentlicht, in welchem die Thematik an das Buch Herr der Fliegen angelehnt ist. Der Titel wird im Songtext ebenfalls zitiert („It’s the Lord of the Flies all Over Again“).
In einer Folge der US-amerikanischen Sitcom Two and a Half Men muss Jake eine Buchpräsentation über Herr der Fliegen vorbereiten. In einer weiteren Folge vergleicht Charlie eine widerborstige Schulklasse, die er unterrichten soll, frustriert mit den Kindern aus Herr der Fliegen.
In einer Folge (S05/E07) der US-amerikanischen Serie Die Sopranos muss Anthony „A.J.“ Soprano Jr. das Buch der Herr der Fliegen im Zuge einer Quartalsarbeit lesen, da seine Semesternote davon stark abhängt.

## Auszeichnungen
1983 wurde William Golding für seine Romane mit dem Nobelpreis für Literatur geehrt.

## Ausgaben (Auswahl)

### Bücher
- William Golding: Herr der Fliegen (= Fischer-Taschenbücher. 1462). 50. Auflage, Fischer-Taschenbuch-Verlag, Frankfurt am Main 2008, ISBN 978-3-596-21462-4.
- William Golding; Peter Torberg: Herr der Fliegen. Neu übersetzt von Peter Torberg. (= Fischer Klassik. 95028). 1. Auflage, S. Fischer, Frankfurt am Main 2016, ISBN 978-3-596-95028-7.
- William Golding: Lord of the Flies. Petersen Buchimport, Hamburg 2002, ISBN 3-88389-165-7.

### Hörbücher
- William Golding: Herr der Fliegen. Sprecher: Andreas Fröhlich. Argon Verlag, Berlin 2009, ISBN 978-3-86610-752-6.
- William Golding: Lord of the Flies (gelesen vom Autor), Listening Library und Penguin Random House, New York 2005, ISBN 978-0-8072-1617-0.
- William Golding: Lord of the Flies. 3 CDs (gekürzte Ausgabe), Sprecher: Tim Pigott-Smith. Penguin Books, London 1999, ISBN 0-14-180096-8.

### Hörspiel
- William Golding: Herr der Fliegen. Mit Christoph Zapatka, Axel Wandtke, Dirk Audehm, Götz Schweighöfer, Ulrich Wildgruber u. a., Produktion: MDR 1996, Bearbeitung: Gisela Pankratz, Komposition: Wolfgang Lenk, Realisation: Wolfgang Lenk / Tobias Künzel von den „Prinzen“, Regie: Joachim Staritz.